# Goretti Horgan
Goretti Horgan este o activistă irlandeză socialistă și un lector universitar în politici sociale la Universitatea din Ulster din Irlanda de Nord.
Membră a Partidului Socialist Muncitoresc de la începutul anilor 1980, partenerul ei este Eamonn McCann, scriitor, jurnalist și socialist. Ei locuiesc în Bogside în Derry cu fiica lor, Matty. Ea a fost oficial liderul Alianței Socialiste pentru Mediu până la dizolvarea acesteia în 2008.
Ca și partenerul ei, ea a fost judecată și achitată de toate acuzațiile de activitate anti-război . Ea a fost una din cele nouă femei care au ocupat Raytheon în Derry în ianuarie 2009, în timpul atacului israelian asupra fâșiei Gaza. Toate au fost acuzate de furt și infracțiuni de distrugere, dar au susținut în instanță că au încercat să oprească Raytheon de la complicitate în ceea ce ele au numit „crimele de război ale israelienilor”. Juriul le-a găsit nevinovate.

## Legături externe
- Interviu cu Goretti Horgan.